# Tetramesa utahense
Tetramesa utahense är en stekelart som först beskrevs av Phillips 1936.  Tetramesa utahense ingår i släktet Tetramesa och familjen kragglanssteklar. Inga underarter finns listade i Catalogue of Life.